# 長木川
長木川（ながきがわ）は、秋田県大館市を流れる23.6 kmの河川。

## 地理
秋田県大館市東部の鹿角郡小坂町境界に近い長木沢を源流とし、秋田県道2号大館十和田湖線およびすでに廃線になった小坂製錬小坂線とほぼ並行して西へ延び、大館市の中心部を東西に横断して米代川へ合流する。源流は炭塚森である。

## 災害
- 1951年7月21日 - 秋田・青森県一帯を襲った集中豪雨により、米代川から長木川に向かって逆流が発生。午後3時ころから大館市一帯が水浸しとなった。約500戸が軒下まで浸水した[2]。

## 支流
- 大茂内川 2.85 km [1]
- 下内川 20.182 km [1]
  - 乱川 5.5 km [1]
  - 大森川 6.0 km [1]
    - 花岡川 3.85 km [1]

## 並行する交通
- 秋田県道2号大館十和田湖線
- 小坂製錬小坂線（廃線）
- 秋田自動車道（ほぼ全区間がトンネル）